# SDARI 2700
SDARI 2700 bezeichnet einen Containerschiffstyp.

## Geschichte
Von dem von Shanghai Merchant Ship Design & Research Institute (SDARI) entworfenen Containerschiffstyp werden auf der chinesischen Werft CSSC Huangpu Wenchong Shipbuilding Company in Guangzhou mehrere Einheiten für verschiedene Reedereien gebaut. Sechs Einheiten, die zwischen Juli 2023 und April 2024 abgeliefert wurden, werden von Hanse Bereederung betrieben. Die an verschiedene Containerreedereien vercharterten Schiffe wurden gemeinsam von der auf Zypern ansässigen Schoeller Holdings und dem dänischen Schiffsfinanzierer Navigare Capital Partners finanziert.

## Beschreibung
Die Schiffe werden von einem Zweitakt-Siebenzylinder-Dieselmotor des Typs MAN 7S60ME-C10.5 mit 13.700 kW Leistung angetrieben. Der Motor ist für den späteren Betrieb mit Methanol als Treibstoff vorbereitet. Er wirkt auf einen Propeller. Die Schiffe sind mit einem Bugstrahlruder ausgestattet. Für die Stromerzeugung stehen vier von Daihatsu-Dieselmotoren des Typs 6DK-26e mit jeweils 1.600 kW Leistung angetriebene Generatoren zur Verfügung. Die Motoren sind mit einem SCR-Abgasbehandlungssystem zur Reduktion von Stickoxiden ausgerüstet.
Die Containerkapazität der Schiffe beträgt rund 2.700 TEU; sie wird von den Reedereien teilweise leicht unterschiedlich angegeben. In den Räumen können 960 TEU, an Deck rund 1.740 TEU geladen werden. Bei homogener Beladung mit 14 t schweren Containern können 2.010 TEU geladen werden. Für Kühlcontainer stehen 700 Anschlüsse zur Verfügung.
Die Schiffe verfügen über fünf Laderäume. Die Laderäume sind mit Cellguides ausgestattet. Sie sind mit neun Pontonlukendeckeln verschlossen. In den Räumen 1 bis 4 können jeweils vier 20-Fuß-Container und in Raum 5 zwei 20-Fuß-Container hintereinander gestaut werden. An Deck können vor dem Deckshaus, das sich in etwa am Beginn des hinteren Viertels der Schiffslänge befindet, 18 20-Fuß-Container hintereinander gestaut werden. Hinter dem Deckshaus befinden sich weitere Stellplätze an Deck. Hier können nochmal zwei 40-Fuß-Container hintereinander geladen werden. An Deck finden bis zu 13 Container nebeneinander und bis zu sechs Lagen übereinander Platz. Zwischen zwei 40-Fuß-Querstapeln befinden sich jeweils Laschbrücken an Deck. Vor Laderaum 1 befindet sich ein Wellenbrecher zum Schutz vor überkommendem Wasser.

## Schiffe (Auswahl)
| SDARI 2700    | SDARI 2700  | SDARI 2700  | SDARI 2700                    | SDARI 2700    |
| Bauname       | Bau- nummer | IMO- Nummer | Besteller                     | Ablieferung   |
| ------------- | ----------- | ----------- | ----------------------------- | ------------- |
| Cape Scott    | H2437       | 9950117     | Columbia Shipmanagement       | Juli 2023     |
| Cape Spencer  | H2438       | 9950129     | Columbia Shipmanagement       | August 2023   |
| Cape Sable    | H2439       | 9950131     | Columbia Shipmanagement       | Januar 2024   |
| Cape Serrat   | H2440       | 9950143     | Columbia Shipmanagement       | April 2024    |
| Cul Shekou    | H2475       | 9964596     | China United Lines (CU Lines) | November 2023 |
| Cul Hochiminh | H2476       | 9964601     | China United Lines (CU Lines) | Dezember 2023 |
| Cape Skagen   | H2477       | 9969857     | Columbia Shipmanagement       | November 2023 |
| Cape Sorel    | H2478       | 9969869     | Columbia Shipmanagement       | März 2024     |
|               |             | 1034412     | CK Line                       |               |
|               |             | 1034400     | CK Line                       |               |